# Потёмкин, Александр Васильевич
Алекса́ндр Васи́льевич Потёмкин (1673 — 1746, с. Чижево Духовщинского у.) — участник Северной войны, Русско-турецкой войны 1710—1713, бельский и алатырский воевода, армии подполковник. Отец военно-государственного деятеля, светлейшего князя графа Г. А. Потёмкина-Таврического.
Единственный сын стольника Василия Силыча (Силина сына) Потёмкина (? — 1702). Внук дворянина московского, участника нескольких войн, коломенского воеводы, стольника Силы Семёновича Потёмкина (? — ок. 1689).

## Биография
В службе с 1699 с чином жильца смоленского гарнизона; жилец в 1699—1708. Участник ключевых сражений Северной войны (1700—1721) и Русско-турецкой войны (1710—1713) в составе армейской пехоты и галерного флота.
По смотру генерала, князя Никиты Ивановича Репнина, из «житья» с 10 марта 1708 произведён в прапорщики Устюжского пехотного полка; в том же — 1708, из Смоленска был в походе до «черкасского местечка Крыги, с оным же господином генералом». В кампанию 1709 действовал на Левобережной Украине и в Лифляндии: в 1709 из «оного местечка (Крыги) откомандированы в Полтаву с полковником и комендантом Келиным»; был при обороне Полтавы, участник Полтавского сражения «и был от неприятеля в атаке в Полтаве»; после полтавской победы, в том же — 1709, «с полковником фон Менгденым» откомандирован сопровождать шведских пленных до Смоленска, а из Смоленска отправлен «с артиллерией на стругах Двиною-рекой до Риги с помянутым же полковником» в Лифляндский поход армии Шереметева; по прибытии под Ригу, в том же — 1709, по смотру ген.-фельдмаршала графа Б. П. Шереметева, произведен в подпоручики и поручики Устюжского пехотного полка. В кампанию 1710 действовал в Лифляндии, участник осады и взятия Риги (27.10.1709-4.07.1710): «а как Ригу атаковали, был и во взятье»; после капитуляции гарнизона Риги, в том же — 1710, по смотру ген.-лейтенанта барона Людвига-Николая фон Алларта, произведён в капитан-поручики Устюжского пехотного полка. В кампанию 1711 капитан-поручиком Устюжского пехотного полка в составе дивизии Л.-Н. фон Алларта участвовал в Русско-турецкой войне 1710—1713 и был в Прутском походе 1711 года.
В кампанию 1712 действовал в Финляндии. После прутского поражения Устюжский пехотный полк направлен на зимние квартиры под Москву, где в 1712 был расформирован; в том же — 1712, из Военной канцелярии, по смотру генерал-пленипотенциар-кригс-комиссара князя Я. Ф. Долгорукова, произведен в капитаны Гренадерского пехотного полка полковника И. А. фон Менгдена (впоследствии именовался вновь Гренадерским полковника Дениса Яковлевича Бильса полком), и из Москвы отправлен в С.-Петербург «с командующим генерал-майором Бутурлиным»; в июле — сентябре, того же — 1712, из С.-Петербурга был в сухопутном походе к реке Ярвикоске и «был в апрошах против неприятельского транжементу, где была от неприятеля стрельба из пушек и из мелкого ружья, с командующим… генералом-адмиралом и кавалером Федором Матвеевичем граф Апраксиным».
В кампанию 1713 действовал в Финляндии: из С.-Петербурга «на галерах был в походе, как прибыли к Гельсингфорсу с господином же генерал-адмиралом и кавалером граф Апраксиным, где была от неприятеля стрельба пушечная и из мелкого ружья, и за неприятелем ходили с господином бригадиром Чернышевым»; в том же — 1713, был при Борго «против шведских батарей, где от неприятеля была пушечная и из мелкого ружья стрельба»; в том же — 1713, был «на акции при Пелкиной кирке с его сиятельством… генералом и кавалером князем Михаилом Михайловичем Голицыным на плотах чрез озеро, и оной акции ранен». В кампанию 1714 действовал на Балтийском море, участник сражения при Гангуте: был «на галерах с его ж сиятельством и адмиралом кавалером Федором Матвеевичем граф Апраксиным, как проходили неприятельский флот».
В дальнейшем, до окончания Северной войны, 1-й гренадерский пехотный полковника Д. Я. Бильса полк нёс службу в Финляндском корпусе ген.-лейтенанта князя М. М. Голицына, участвовал в кампаниях Северной войны 1715—1717, 1719—1720 годов. Однако, сведений об участии А. В. Потёмкина в последующих кампаниях его офицерская сказка не содержит. Возможно, 22 октября 1721 с полком участвовал в параде в С.-Петербурге «по случаю торжественного объявления Петра Великого императором и празднования заключения мира со Швецией»; с 16.11.1721, в том же чине — капитана, «по приговору от полевой службы отставлен в гарнизон»; служил капитаном Ростовского драгунского полка Низового корпуса; с 23.10.1728 из капитанов пожалован в ранг майора и отставлен от военной службы.
После отставки с военной службы послан в Герольдмейстерскую контору определён к статским делам. Служил у «правежа доимок» в Алатырской провинции с 8 сентября до конца 1729. Участник событий 1730, был в числе подписавших «проект Секиотова (большинства)» о восстановлении самодержавной власти императрицы Анны Иоанновны. Бельский воевода 2 (20).04.1731 — 1734 (по др. данным, до 1733, сочтен к 17.12.1734). Воевода Алатырской провинции с 17 (19 и 21).12.1734 (вступил в должность 24.01.1735) по январь 1737. Член Конторы конфискации со 2 марта по конец 1738; член Канцелярии конфискации с 12 (25).05.1738 по 1739; майор в ранге коллежского асессора с 12(24).05.1738; с 13.10.1742 «за старостью, дряхлостью и за раны от всех дел отставлен вовсе», с пожалованием «за службы ево» чина подполковника.

## Помещичьи владения
По челобитью от ноября 1694, 29 января 1695 велено справить за ним поместье и вотчину деда и отца в Свадицском стане Смоленского уезда, а «в отказных книгах 1695 написано: отказано ему в с. Чижеве двор помещиков, 9 дв. крестьянских (жилых), 11 дв. пустых да того же села застенок, поместье шляхтича Осипа Целевича, которую (половину) поступился он, Осип, его, Александрову, деду Силе Потёмкину, а в том застенке сенных покосов в поле и по заполью на 25 копен, д. Труханова 8 дв. крестьянских да 5 дв. крестьян в бегах, д. Залужье 5 дв. крестьянских до 5 дв. крестьян в бегах». Согласно вышеприведённой офицерской сказке от 10 февраля 1720, А. В. Потёмкин был помещиком сельца Денисьево, Коломенского уезда, в коем за ним, по переписным книгам 1710, 6 дворов крестьянских; села Пятница, Тульского уезда, в коем за ним, по переписным книгам 1710, 4 двора крестьянских; ½ села Чижева, Смоленского уезда, в коем за ним, по переписным книгам 1710, 18 дворов крестьянских.
Московский домовладелец: за ним в 1744 был двор, под № 87, в Земляном городе, за Никитскими воротами, по нечетной стороне Большой Никитской улицы, как идти от Белого города, от Никитских ворот, «поворотя направо в Спиридоньевскую улицу правой стороной», в приходе церкви Вознесения Господня («Малое Вознесение»), рядом с погостом указанной церкви; к марту 1749 двор Потёмкина принадлежал надворному советнику Ивану Григорьевичу Озерову. Впоследствии, на месте отцовского дома находился двор с садом светлейшего князя графа Г. А. Потёмкина-Таврического, затем погост и новопостроенная церковь Вознесения Господня у Никитских ворот («Большое Вознесение»). Другое дворовое место в Москве — незастроенный земельный участок, находившийся в Белом городе, на ул. Петровке, возле р. Неглинной, во 2-й полицейской команде Тверской части, в приходе церкви Рождества Богородицы, что в Столешниках, А. В. Потёмкин в феврале 1745 купил от подполковника Якова Антоновича Загряжского; вдова Потёмкина, подполковница Дарья Васильевна, в июле 1747 этот участок продала ген.-майору Степану Андрееву Шепелеву.

## Семья. Родственные связи
- Отец — Василий Силыч (Силин сын) Потёмкин (? — 1702) — стольник[39], в 1692 записан в «Списке служащих из смоленской шляхты в Москве»[40]. Единственный сын стольника и воеводы, московского домовладельца Силы Семёновича Потёмкина. В 1689 велено поместье и вотчины Силы Потёмкина справить за сыном его — Василием[41]; помещик ½ с. Чижево, ½ д. Труханова, д. Залужье Свадицкого стана Смоленского уезда; сельца Денисьево Коломенского уезда; села Пятница Тульского уезда.
- Дед — Сила Семёнович Потемкин (? — ок. 1689) — дворянин московский (29.06.1653)[42], участник Русско-шведской войны 1656—1658, Русско-польской войны 1654—1667, коломенский воевода и межевщик (не позднее сентября 1678[43] — не ранее октября[44] 1679)[45], стольник[46]. Старший из трёх сыновей Семёна Фёдоровича[47] Потёмкина[48]. Московский домовладелец. Смоленский, коломенский, венёвский помещик.

Согласно родословной Потёмкиных (15.09.1686) и челобитной об определении Силы в службу (1653), в период Русско-польской войны 1609—1618, именуемой также польско-литовской интервенцией в Русское государство, в результате которой Московское царство утратило Смоленские и Северские земли, перешедшие под контроль Речи Посполитой, семьи отца — Семёна (Фёдоровича), и деда — Фёдора (Ларионовича, Илларионовича), Силы Потёмкина, оборонявшие Смоленск от армии польского короля (сентябрь 1609 — июль 1611), были взяты в плен, оказались под властью Речи Посполитой и впоследствии служили польскому королю, получив от короля подтверждающие грамоты на смоленские вотчины и утверждённый герб. 6 января 1653 Сила Потёмкин, оставив отца, мать и младших братьев, выехал из Речи Посполитой на службу к царю Алексею Михайловичу, и, проведя несколько месяцев в Чудовом монастыре в ожидании царской милости, с 29 июня 1653 из выезжих польских дворян был пожалован в чин московского дворянина, принят в русскую службу и приведён к присяге: «… Бьет челом Сулька Семенов сын Потемкин. В нынешнем 161 году, генваря шестого дня выехал я с литовской земли на превысокое во царех твое государево имя, не хотя на службе быть еретицкого короля, и со всяким упокорением вину преступления Юрья, деда моего, принес тебе, праведному государю своему, должным понужден тщанием. А ныне бедный, беспомощный, без твоего государского указа, сижу под началом в Чудове монастыре пятнадцатую неделю, и не зрю мя достойна никоего милосердия, ниже мзды от пресветлой и превысокой во царех десницы твоей государской прияти, чаю, безумного преступления ради деда моего, и сие несть ми на помощь пред светлостию твоего царского величества, яко с градом Смоленским отца моего Литва малого в полон взяла. Сказал я на Вязьме перед воеводой и стольником твоим государским, перед князем Иваном Андреевичем Хованским, думу литовскую, что Литва думала и ныне думает, и дума, разрешения ради папежского, мимо крестного целования будет противу неприступному твоей царской светлости государству; как он, воевода, сам меня расспрашивал, и руку мне к тем речам приложить велел, и с отпискою тыя речи через гонца на Москву отослал в Большой Розряд доложити в отверстыя уши твоей царской светлости. И сего ради не вижу менее достойна твоего государева царского милосердия. Отца, и матери и братию оставил, чем и опасаючи их от напасти, себе нещетно свубожил (sic), и на службе твоего государского, царского величества умирать присно готов сущ. На превеликое во царех твое государево имя выехал, и её несть ми на пользу пред твоим царским престолом. Вся сия яко должно великим радением сотворил есмь; но и малая горесть великую сладости чашу огорчает, наипаче мене со всякою службою пред престолом твоей царской светлости помрачает, и по нравех прежних государей великою грозить казнию. Но и недостойным твоего государева, царского милосердия, слыша и видя твою государскую милость, яко Дамаскин Святый на умоление небесного царя грешником оставил есть молитву: „Господи, аще праведна спасеши, ничтоже велие; аще чистого помилуеши, ничтоже дивно, достойни бо суть милости твоея; но на грешнем удиви милость твою“ и прочая. Сице и я твоей царской милости, к тебе милосердному, пресветлому праведному царю вопию: удиви, государь, на мне милость твою царскую, сице зельн (sic) и горько недостойным (быть) милосердия твоего» Помета: «161 г. июня в 29 д. Государь пожаловал, велел его написать по московскому списку». Помета (приказная): «Справить его в списку и ко кресту привести».
Сила Семёнович Потёмкин участвовал в Русско-шведской войне 1656—1658, отличившись в летнюю кампанию 1656 в Карелии и Ижорской земле, в Лавуйском походе своего родственника, стольника и воеводы Петра Ивановича Потёмкина, впоследствии дипломата, окольничего и думного дворянина, самого видного представителя рода Потёмкиных второй половины XVII века. Главной целью Лавуйского похода было овладение шведской крепостью Нотебург (Орешек). Сила Потёмкин командовал отрядом до 700 чел., который действовал в районе Ладожского озера, Северном Приладожье и на рубежах Ижорской земли: в июне отряд Силы совершил поход вдоль Ладожского озера на север, для соединения с Олонецким полком воеводы П. М. Пушкина, осадившего Корелы (Кексгольм); 14.07.1656 отряд Силы из-под Орешка внезапно атаковал при мызе (деревне) Раутус лагерь шведского отряда (1200 чел.) полковника К. Бурмейстера, шедшего из Выборга на выручку Кексгольма, и хотя нападение было отбито, отряду Бурмейстера пришлось вернуться в Выборг, а отряд Силы отошел к Орешку, который осаждали войска П. И. Потёмкина; в конце июля П. И. Потёмкин с флотилией из 50 судов вышел в Финский залив, захватив у о. Котлин шведский корабль и выжег финские деревни на острове, а отряд Силы в то же время отразил нападение шведов у Ниена (Канцы), отбросив их к Выборгу (29.07.1656); в составе осадного корпуса П. И. Потёмкина отряд Силы действовал и в других «делах». Здесь же, в Лавуйском остроге, в зимнюю кампанию 1656—1657, в летнюю кампанию 1657 и в зимнюю кампанию 1657—1658, действовал младший брат Силы — лавуйский воевода, стольник Александр Семёнович Потёмкин: в январе 1657 с отрядом служилых людей (800 чел.) он был направлен из Новгорода на усиление Олонца, подвергшегося шведскому нападению, а в конце февраля со своим отрядом переведён из Олонца в Лавуйский острог; занимался укреплением крепости, разведкой, в марте 1657 разорил несколько шведских поселений по р. Неве, между Нотебургом и Лавуйским острогом; летом 1657 отбил, с суши и с Ладожского озера, две атаки финляндской армии и флотилии Г. Э. Горна на Лавуйский острог (30.06. и 1.08.1657); осенью расквартировал гарнизон (рейтары, казаки, стрельцы) по квартирам на десятки верст вокруг Лавуйского острога, для отражения возможных шведских атак; в декабре рейтары Лавуйского полка А. С. Потемкина совершили рейды в сторону Копорья и Выборга, во время которых провели разведку, уничтожили несколько партий новобранцев и отряд шведских рейтар в Дятелинском погосте (7.12.1657); 10 января 1658 А. С. Потёмкин был сменен на воеводу Ф. В. Лодыженского.
Сила Семёнович Потёмкин сражался в кампаниях 1659 и 1660 годов Русско-польской войны 1654—1667: участвовал в осаде и нескольких сражениях под Конотопом (20.04-28.06.1659), в которых армия воеводы и боярина, князя А. Н. Трубецкого, раз за разом терпела поражения, пока армия крымского хана Мухаммед-Гирея и войска его союзников — гетмана И. Выговского и польская дивизия А. Потоцкого, не сняли осаду Конотопа и не вынудили Трубецкого отступить к Путивлю, после чего разорили южнорусские уезды.
За свои службы С. С. Потёмкин был пожалован поместьями и вотчинами: «Сила Семенов сын Потемкин. В боярской книге 155-го году оклад ему с придачами за литовские службы поместной 700 чети, денег 37 рублев. Ему ж за черкаскую службу и за конотопский бой 167-го и 168-го году придачи 100 чети, денег 10 рублев». Записи в Боярской книге 1658 о пожаловании поместьями и вотчинами, по-видимому, сделаны не ранее 1667/68 г.: за ним, в Боярском списке 1667/68 г., «поместей и вотчин нет, а приданая вотчина за ним не справлена, бьет челом <…> (не ясно), крестян в не 9 д(воров), кормовых денег <…> (не ясно), давана ему по 15 рублев на месяц, <…> (не ясно) по 9 рублев, а ныне ему кормовых денег не давано ничего»; записи в Боярской книге о придачах за конотопскую службу, по-видимому, сделаны не ранее 1663/64 г. В Боярской книге 1667 г., которая хронологически следует за Боярской книгой 1658 г. и записи в которой велись до 1677 года, показано: «Сила Семенов сын Потемкин. В боярской книге 166-го году оклад ему с придачами за литовские и за конотопскую службы помесной 800 чети, денег 47 рублев. Ему ж для объявления блаженные памяти благоверного государя царевича прошлого 176-го году сентября 1-го числа придачи 100 чети, 12 рублев»
Помещик села Чижево Свадицкого стана Смоленского уезда, в котором родился и провёл первые годы жизни Силы правнук — светлейший князь граф Г. А. Потёмкин-Таврический. В Смоленских переписных книгах 1678, за младшим братом Силы — Самойлом Семёновичем, значилось в с. Чижеве крестьянских и бобыльских 15 дв., 2 дв. задворных, в дер. Залужье 13 дв. крестьянских, двор пустой, в дер. Труханове 20 дв. крестьянских, в дер. Воронах 5 дв. крестьянских, в дер. Озерках 5 дв. крестьянских, в дер. Починках 7 дв. крестьянских, 1 дв. задворный. В 1679, по указу царя Фёдора Алексеевича, по челобитью Силы, велено поместные и вотчинные деревни, что были за Самойлом, разделить ему, Самойле, с братом его — Силой, пополам. В отказных книгах 1679 написано: отказано Силе Потёмкину в Смоленском уезде, Свадицком стане, в селе Чижеве, 11 дв. крестьянских, 4 дв. задворных, в половине дер. Труханова 9 дв. крестьянских, в дер. Залужье 7 дв. крестьянских, 8 дв. крестьянских пустых. В 1689 велено поместье и вотчины Силы Потёмкина справить за его сыном — Василием. Ему же — Силе, здесь же — в селе Чижеве, дер. Труханове и дер. Залужье, смоленский шляхтич Осип Степанович Целевич, за долг в 400 руб., в 1682 поступился своей вотчиной, тем самым, увеличив владения Силы Потёмкина в два раза. Эта вотчина, прежде бывшая О. С. Целевича, от Силы Потёмкина перешла к его сыну — Василию, а по царскому указу от 29 января 1695, к его внуку — Александру Васильевичу Потёмкину.
В Венёвском уезде за Силой Потёмкиным была крупная вотчина — деревня Макровой, с пустошью Крутовецкой, по которой он вёл многолетнюю тяжбу со стольником Михаилом Львовичем Плещеевым и другими лицами; после нескольких челобитен царю и переноса рассмотрения дела из Поместного во Владимирский судный приказ, тяжба была решена в пользу Силы.
Сила Потёмкин был московским домовладельцем. За ним, по переписным книгам Москвы 1699—1672, значился двор в Белом городе, как ехать от Ильинских ворот, с Покровской улицы, к Яузским воротам, у церкви Трёх Святителей, по-видимому, в районе сохранившейся церкви Трёх святителей на Кулишках; тот же двор Силы Потёмкина показан в источниках начала XVIII в.
- Жена. А. В. Потёмкин был женат дважды. Первым браком, не позднее 1699, на Марине Ивановне, помещице деревни Нехайло Кинешемского уезда[68], принявшей монашеский постриг с именем Мидгарины (Маргариды), монахини Егорьевского девичьего монастыря в Москве (1726)[69]. Брак бездетен. Вторым браком — на вдове Дарье Васильевне Скуратовой[70], урождённой девице Кафтыревой[71] (1704—1780), дочери и наследницы стольника, ландрата Киевской губернии, советника Камер-конторы Синода (прежде - Монастырского приказа), костромского помещика и московского домовладельца Василия Ивановича Кафтырева (1665 - 1729) от его первого брака, матери светлейшего князя графа Г. А. Потемкина — Таврического, в 1776 пожалованной в почётное придворное звание статс-дамы Двора императрицы Екатерины II[72]. После смерти мужа, с сыном — Григорием, и пятью дочерями, переехала из с. Чижева и жила с детьми в Москве, в доме мужа на Большой Никитской улице, прежде принадлежавшего её отцу. Бытующая в течение трёх столетий легенда о двоебрачии А. В. Потёмкина, то есть его вступление в официальный брак с вдовой Д. В. Скуратовой при наличии брака с первой супругой, не имеет документальных оснований[73].
- Cестра - Мария Васильевна, урождённая Потёмкина (? - 1726), помещица сельца Маншино Алексинского уезда Тульской провинции. Первым браком была замужем за стольником Иваном Прокофьевичем Бибиковым, владевшим сельцом Маншино в конце XVII века. После его смерти, по даче от 6.03.1700, получила из владений мужа сельцо Маншино в качестве прожиточного поместья. С 1701 по 1711 Маншино находилось во владении князя М. П. Гагарина за обязательство "кормить и поить" вдову М. В. Бибикову. В 1711 вдова М. В. Бибикова вторым браком вышла замуж за майора (1707) Тобольского (С.-Петербургского гарнизонного) полка[74], подполковника (8.05.1711) Сибирского драгунского полка Аврама Христофоровича Арапова[75] (1668 - не ранее 1739), участника основных кампаний Северной войны, впоследствии полковника Белгородского гарнизона, и. о. белгородского губернатора (1732), бригадира (9.08.1738), статского советника (21.08.1738), товарища белгородского губернатора (1733-1734; 9.08.1738 - 9.04.1739). Сельцо Маншино вернулось хозяйке (1.06.1711) и было записано за А. Х. Араповым[76]. После смерти Марии Васильевны, по полюбовному разделу, совершенному 28.09.1726 в Саранской провинциальной канцелярии у крепостных дел[77], подполковник Сибирского драгунского полка А. Х. Арапов уступил сельцо Маншино, за вычетом нескольких крепостных,  брату скончавшейся супруги - Александру Васильевичу Потёмкину, вступившего во владение сельцом Маншино в октябре 1729[78].